# Duguay-Trouin (tàu tuần dương Pháp)
Duguay-Trouin là một tàu tuần dương hạng nhẹ của Hải quân Pháp, là chiếc dẫn đầu của lớp Duguay-Trouin gồm ba chiếc được hạ thủy vào đầu những năm 1920. Nó được đặt tên theo vị Đô đốc tàu lùng lừng danh vào Thế kỷ 18 René Duguay-Trouin.
Sau khi hoàn tất, Duguay-Trouin được phân về Hải đội 2 và đặt căn cứ tại Brest. Vào năm 1929, nó trở thành soái hạm của Đội tuần dương nhẹ 3 tại Địa Trung Hải, và vào năm 1931 đã thực hiện một chuyến đi dài đến Đông Dương, lúc này còn là một thuộc địa của Pháp. Duguay-Trouin quay trở lại Hải đội 2 tại Brest vào năm 1932, lần này trong vai trò soái hạm, và tiếp tục ở lại đây cho đến năm 1935. Đến năm 1936, nó trở thành một tàu huấn luyện tác xạ cho đến tháng 6 năm 1939, khi nó gia nhập Hải đội Tuần dương 6.
Pháp tuyên chiến vào ngày 3 tháng 9 năm 1939, và Duguay-Trouin cùng với các tàu chiến Pháp khác tiến hành tuần tra tại Đại Tây Dương ngăn chặn các tàu bè Đức. Ngày 16 tháng 10, Duguay-Trouin chặn chiếc tàu buôn Đức Halle ở cách 200 dặm (320 km) về phía Tây Nam Dakar. Halle đã tự đánh đắm để tránh bị chiếm giữ. Sang đầu tháng 5 năm 1940, nó được chuyển sang khu vực Đông Địa Trung Hải, đặt căn cứ tại Beirut cho các hoạt động tại khu vực Adriatic và Dodecanese.
Sau khi Pháp đầu hàng, Duguay-Trouin gia nhập Lực lượng X dưới quyền Đô đốc Rene-Emile Godfroy tại Alexandria, Ai Cập, nơi nó cùng với các tàu chiến Pháp khác được giải giới theo thỏa thuận và bị Anh chiếm giữ từ ngày 22 tháng 6 năm 1940. Phe Trục lại xâm chiếm lãnh thổ của Vichy Pháp vào tháng 11 năm 1942; nó gia nhập trở lại phe Đồng Minh trong thành phần Pháp Tự do vào ngày 30 tháng 5 năm 1943 và được tái vũ trang vào tháng 7.
Hoạt động đầu tiên trong đội ngũ phe Đồng Minh là như một tàu chuyển quân vào đầu năm 1944. Nó đã hỗ trợ cho Chiến dịch Dragoon, cuộc đổ bộ lên miền Nam nước Pháp vào tháng 8 năm 1944, rồi sau đó tham gia các cuộc bắn phá dọc theo bờ biển Ý cho đến tháng 4 năm 1945.
Sau chiến tranh, Duguay-Trouin được gửi sang Đông Dương và đã hoạt động hỗ trợ cho việc chống lại lực lượng Việt Minh. Nó ngừng hoạt động vào ngày 19 tháng 3 năm 1952.

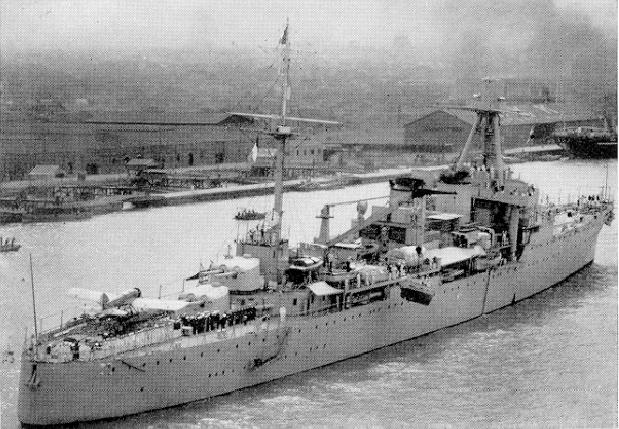
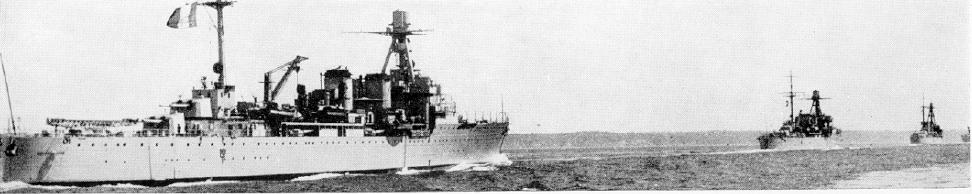
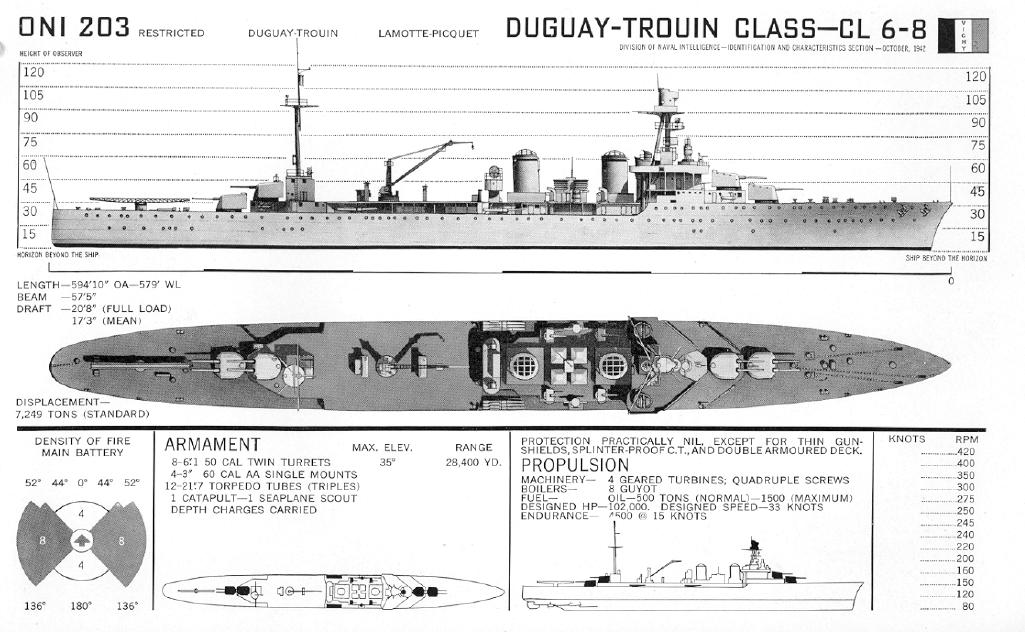